# Gouvernement Frédéric François-Marsal
Troisième République
Gouvernement Raymond Poincaré III Gouvernement Édouard Herriot I
Le gouvernement Frédéric François-Marsal est un gouvernement français de la Troisième République qui a duré deux jours, du 8 au 10 juin 1924.

## Composition
| Portefeuille                                                                      | Titulaire | Titulaire                               | Parti |
| --------------------------------------------------------------------------------- | --------- | --------------------------------------- | ----- |
| Président du Conseil                                                              |           | Frédéric François-Marsal                | FR    |
| Ministres                                                                         |           |                                         |       |
| Ministre des Affaires étrangères                                                  |           | Edmond Lefebvre du Prey                 | FR    |
| Ministre de la Guerre et des Pensions                                             |           | André Maginot                           | PRDS  |
| Ministre de la Justice                                                            |           | Antony Ratier (à partir du 9 juin 1924) | PRDS  |
| Ministre de l'Instruction publique, des Beaux-Arts et de l'Enseignement technique |           | Adolphe Landry                          | PRDS  |
| Ministre de l'Intérieur                                                           |           | Justin de Selves                        | PRDS  |
| Ministre de la Marine                                                             |           | Désiré Ferry                            | FR    |
| Ministre du Commerce, de l'Industrie, des Postes et des Télégraphes               |           | Pierre-Étienne Flandin                  | PRDS  |
| Ministre des Finances                                                             |           | Frédéric François-Marsal                | FR    |
| Ministre des Travaux publics, des Ports et de la Marine marchande                 |           | Yves le Trocquer                        | PRDS  |
| Ministre de l'Agriculture                                                         |           | Joseph Capus                            | PRDS  |
| Ministre des Colonies                                                             |           | Jean Fabry                              | PRDS  |
| Ministre du Travail et de l'Hygiène                                               |           | Paul Jourdain                           | PRDS  |
| Ministre des Régions libérées                                                     |           | Louis Marin                             | FR    |

## Politique menée
Le Cartel des gauches, vainqueur des élections législatives de 1924, entend pousser le président de la République à la démission pour être sorti de son devoir de réserve en s’engageant publiquement en faveur du Bloc national.
Millerand charge Frédéric François-Marsal de constituer un gouvernement minoritaire, dans le seul but de pouvoir adresser à la Chambre un message qui l’invite à respecter la Constitution et rappelle l’irresponsabilité de la présidence de la République.
Le 10, François-Marsal lit le message qui contient une mise en garde : « S’il était entendu désormais que l’arbitraire d’une majorité peut obliger le président de la République à se retirer pour des motifs politiques, le président de la République ne serait plus qu’un jouet aux mains des partis ».
Par 327 voix contre 217, la Chambre vote la motion Herriot par laquelle elle refuse « le débat inconstitutionnel » auquel elle est conviée, et « refuse d’entrer en relations avec un ministère qui, par sa composition, est la négation des droits du Parlement ». Le Sénat, de même, refuse de se prononcer en votant une motion d'ajournement.

## Fin du gouvernement et passation des pouvoirs
Le 11 juin, le président Millerand présente sa démission.
À la suite de son élection à la présidence de la République, Gaston Doumergue nomme Édouard Herriot à la présidence du Conseil le 14 juin.